# Алимкул
Мулла́ Алимку́л (перс. علیمکول‎, чагат. ملا على قلي حسن بى اوغلى‎, кирг. Алымкул Асан бий уулу; 1832/1833, Бужум-Баткен, — 10 мая 1865, Ташкент) — регент трёх кокандских ханов. Главнокомандующий кокандскими войсками (амир-и лашкар) в 1860—1865 годах и полководец, выступавший против агрессии Российской империи на Кокандское ханство. По происхождению — кыргыз из рода таз-кыпчак.
В июле 1863 года кыргыз-кыпчаки во главе с Алимкулом усилили свое влияние  в Кокандском ханстве. Номинальным правителем был провозглашён Султан Сеид-хан. Фактически делами вершил Алимкул. Верховным правителем Кокандского ханства считался хан. В период регентства Алимкула, ханская власть была сведена на нет.
Моя цель не в том, чтобы захватить Коканд и наслаждаться властью, а в том, чтобы бороться с русскими.Алимкул
В сложившихся условиях, Алимкул, очевидно, начал осознавать всю серьёзность положения, в котором оказалось ханство перед лицом российской экспансии. Алимкул отправил посольства в Хивинское ханство, и Османскую империю, однако никакой конкретной помощи посольства не добились и вернулись ни с чем.
Летом 1864 года в Кашгарии началось крупное антицинское восстание. Алимкул принял решение поддержать восстание мусульманских народов. Известно о благотворительной деятельности Алимкула, он в 1864 — 1865 годах пожертвовал медресе в кишлаке Кара-Суу 112 торговых лавок в вакф-авлод.
Алимкул начал подготовку к военным действиям — массовое производство холодного и огнестрельного оружия. Алимкул деятельно готовился к войне, в течение шести месяцев он успел отлить около 60 орудий и изготовил несколько тысяч ружей. В июльских боях за Шымкент 1864 года ему удалось отстоять город. В октябре того же года он отбил первый штурм Ташкента. Однако получил смертельную рану в мае 1865 года во время осады Ташкента русскими войсками.

## Биография

### Семья и происхождение
Алымкул родился около 1832/1833 годов в Бужум-Баткен вблизи Коканда, в Нойгутской волости. Его отцом был Асан-бий из кыргызского рода таз-кыпчак, а матерью Шаарбану-бюбю. Они занимались покупкой и хранением овец, крупного скота и лошадей, для последующей перепродажи.
Его «жети ата», то есть родословная, выглядит следующим образом:
1. Асан-бий
2. Эркул
3. Жамгырчы
4. Калыгул
5. Эркесары
6. Кенесары
7. Шырдакбек

### Образование
Когда Алымкулу было два года, умер его отец Асан-бий, оставив жену с двумя маленькими детьми. До шести или семи лет (1839/1840) Алымкула воспитывал в Бужум-Баткене мулла Даст Ахунд, старший брат его матери. После того, как Алымкул научился читать и писать, он переехал в Андижан и год или два учился в медресе Ак-Масджид.
В 1841/1842 годах он поехал в Коканд учиться у Махдума Хаджи Раиса и в результате овладел знаниями и письмом. В то время Алымкулу было около восемнадцати лет. Тогда Тагайкул-датка, муж его сестры, обучил его военному искусству.

### При Малла-хане
В период правления Малла-хана кочевники вернули утраченные позиции в государстве. Главную роль в их «конфедерации» играли кыргызы, из среды которых выдвинулся молодой военачальник Алимкул. Вторым лицом в ханстве после Малла-хана был один из умных, одарённых представителей кыргызской верхушки Алимкул. «Кроме этого кипчака, Малла-хан не приближал к себе других лиц».
Осенью 1860 года Малла-хан отправился в поход на Джизак и взял Ура-Тюбе в 70-80-дневную осаду. Бухарцы направились на помощь ура-тюбинцам, Малла-хан отступил в Коканд. В начале зимы 1861 года 18-тысячная бухарская армия была разгромлена Алымкулом близ Ура-Тюбе, успешно применившим в сражении линейную тактику.

## Противостояние с Худояром

### Начало войны
В феврале 1862 года был убит Малла-хан, после чего в ханстве началось двоевластие, разделившее политическую элиту ханства и приведшее к гражданской войне. Ханом в Ташкенте был назначен Худояр-хан, а в Коканде — Шахмурад-хан.
В июне 1862 года произошли бои в Асаке между войсками Алымкула с одной стороны и войсками Худояр-хана с другой. Битва закончилась победой Алымкула.
Летом 1862 года войска Алымкула позже неоднократно совершали грабительские набеги на северные районы ханства — Наманган, Туракурган и Касан. Произошла резня в Саманчи, а также истребление ополчения в Яккатуте, недалеко от Маргилана.

### Взятие важных городов
Летом и осенью 1862 года кыргыз-кыпчаки взяли Касан, затем они взяли Наманган, Чуст, Туракурган и все ближайшие к ним селения. В это же время, по настоянию Алымкула, поднялись исфаринские и сохские кыргызы. Худояр-хан растерялся и послал к эмиру Бухары за помощью. Кыргыз-кыпчаки стали появляться около самого Коканда и грабить его ближайшие окрестности.
В августе 1862 года Андижан был взят в осаду и был завоёван в январе 1863 года. В это же время повторно был взят Наманган, а за ним и весь правый берег Сырдарьи. В феврале кыргыз-кыпчаки осадили Маргилан и захватили его в апреле 1863 года.
К концу 1862 года Алымкулу удалось собрать значительные силы (40,000) из числа кыргыз - кыпчаков  и кыргызов различных родов: ошских, араванских, алайских. Оппозиция насильно отнимала у населения Андижана и окрестных селений Балыкчи, Кувы, Асака, Шахрихана, Оша, Пайтуга их богатства, обложили повторными налогами. После многомесячной борьбы им удалось захватить Маргилан и двинуться на Коканд.
В этих районах многие селения были охвачены пожарами, поля вытоптаны, погибло большое число людей.

### Конец войны
Как только Маргилан был взят, войска Алымкула объявились под Кокандом. Внушительный гарнизон столицы, состоявший из бухарцев и войск Худояр-хана, очевидно не чувствуя уверенности, избегал прямого столкновения и ограничивался редкими вылазками. Вскоре бухарцы, желая поддержать репутацию союзников, отважились на вылазку, но одержать верх смогли лишь при своевременной поддержке войск Худояра. Эмир Музаффар лично прибыл в Коканд. Общими усилиями обороняющиеся потеснили войска Алымкула, которые вскоре отступили на восток Ферганы.
Поскольку автор «Тарих-и Аликули амир-и лашкар» находился в это время в стане кочевников, его рассказ представляет особый интерес. Он убедительно показывает, что отступление кочевой партии вглубь Ферганы было гениально продуманным стратегическим ходом, который Алымкул осуществил по совету Шадман-ходжи мингбаши.
Музаффар и его советники растерялись. Одни из них предлагали предоставить оппозиции самой выбрать хана. Другая группа бухарских эмиров предлагала пригласить главарей кочевников якобы для переговоров и расправиться с ними.
Когда и эта попытка провалилась, Алымкул отправил эмиру Музаффару дерзкое письмо с предложением либо убираться восвояси, прихватив с собой Худояр-хана, либо сразиться в назначенном месте под Маргиланом. Бухарский эмир вызова не принял, вернулся в Маргилан и затем в Коканд.
Эмир Музаффар, очевидно поняв, что долго в Коканде не удержится, приказал собрать мастеров, часть знати и духовенства и отправить их  конвоем в Бухару. Туда же были отправлены гарем и казна Худояр-хана. Напоследок, бухарцы разграбили дома многих жителей города и окрестностей, доказав тем самым отсутствие каких-либо религиозных норм и предписаний в своих действиях.
В июле 1863 года войска Алымкула под предводительством Мингбая взяли Ходжент после осады. Тем самым изгнав бухарцев в Самарканд и закончив кровопролитную гражданскую войну. В том же месяце Султан Сеид-хан был объявлен ханом.

## Регентство Алымкула
Алымкул принял энергичные меры для укрепления военной мощи ханства. По его приказу правитель Ташкента Нур-Мухаммед посетил Сузак, Чолак-Курган и Авлие-Ата, чтобы оценить вред, нанесённый их укреплениям русскими и собрать дань с местных казахских родов.
Киргизский манап Байтик Канаев сообщал Колпаковскому в одном из писем 1863 года, что на престоле находится 12-летний Султан-Саид, хотя вместо него фактически управляет ханством Мулла Алымкул — «дикокаменный кыргыз». В эти годы роль кыргызов в Кокандском ханстве возросла, что казахский бий Турзат-Ногай говорил в 1864 году верненскому уставу: «Кокандом управляют кара-кыргызские роды: кыпчаки и адигине, а сарты же положительно присмирели».

## Русско-кокандская война
Летом 1864 года Алымкул командовал гарнизоном кокандских войск в Чимкенте, к которому подошли войска полковника М. Г. Черняева. 16 июля он попробовал вести переговоры, что было отвергнуто. 24 июля 15-18-тысячные силы кокандцев окружили противника, занятого рекогносцировкой, но были легко отогнаны артиллерийским огнём, потеряв до 400 человек убитыми (с российской стороны оказалось лишь трое легкораненых).
Всемогущий Боже, рабу своему не давай печалиться! От неверных много войска пришло. Если от Тебя не будет помощи, то что я тут поделаю? Неверные захватили мой город и тем нанесли бесчестье. Как же снести обиду? Твоя имя — Милосердный, твоё имя — Единый. Творец, подай помощи!Так Алимкул обращался к Богу во время мольбы о предстоящей войне с Россией
Через месяц Черняев, произведённый в генералы, взял город после трёх суток батарейной борьбы и всего получасового штурма. Заметную роль сыграл переход казахов на российскую сторону из-за жестокой казни Байзак-бия (из-за предательства последнего, Алымкул велел привязать его к пушке и выстрелить из пушки). Большая часть 10-тысячного кокандского гарнизона в ходе битвы также бежала, хотя противник располагал лишь 3-тысячной армией.
После неудачного штурма Ташкента Черняевым 1 октября 1864 года, Алимкул вместе с Султаном Саидом отправились к Туркестану, чтобы напасть на его казачий гарнизон. 3 декабря в местности Икан кокандцы встретились с отрядом есаула Серова из 114 человек. Перед более чем 10-тысячным войском Алымкула уральские казаки вынуждены были отступить к Туркестану, безвозвратно потеряв 60 человек, не считая пленных. Вместе с тем Иканское сражение показало очевидную слабость кокандской армии, не сумевшей реализовать почти 100-кратное преимущество в силе: окружённый со всех сторон противник отбивался вплоть до 6 декабря, а затем сумел вырваться. Кокандцы потеряли убитыми 90 главных военачальников и более 2 000 пехоты и кавалерии. Нескольким пленным Алымкул предложил принять ислам, а после их отказа — велел казнить.
На исходе 1864 года через купца Мухамада Сайида Черняеву было отправлено предложение мирного договора, однако российский генерал отверг его.
В конце апреля 1865 года М. Г. Черняев начал новый поход на Ташкент. Получив известие о российском наступлении, Алымкул наскоро подготавливает регулярную армию к защите города. Одновременно Султан Саид провозглашает общий газават, и к войску примыкают ферганские гази — добровольные борцы за веру. 5 мая силы кокандцев отправились к Ташкенту и добрались до него через два дня.
Передай от меня поклон Черняеву. Мы люди кокандские, если встретимся, дело наше будет разом покончено. В заносчивых словах нет надобности, в конце концов хоть и ломится наша сила, но я от истинной веры не отступлюсь и о подчинении не заикнусь. Если буду убит, душа моя вселится в рай. Свою истинную веру я не продам, а паду, так сделаюсь шахидом. Я полагаюсь на дело Бога. Если же я, боясь битвы, подчинюсь, то какой ответ дам Мухаммеду? Посланники, передайте мой привет!Ответ Алимкула послам Черняева о подчинении
7 мая М. Г. Черняев направил к каналу Салар, который протекал недалеко от тогдашней восточной границы города, небольшой отряд (две роты солдат и одна пушка) для рекогносцировки. Вечером того же дня Алымкул собрал военный совет. Под его началом защитники Ташкента заняли оборону на канале Дархан. Спешившись, Алымкул бегал по полю боя и подбадривал кокандцев на борьбу. Начатая интенсивной перестрелкой, стычка привела к отступлению россиян до их лагеря в местности Шур-тепе при слиянии каналов Карасу и Кичкина-Карасу.
Да будет невредимо мусульманское войско, да будет этот день последним для неверных, потому что мы выступили на священную войну. Подай помощь, царь храбрых! В душе у меня Бог и в сердце – Бог, Бог, Бог! Кроме тебя нет у нас другого Бога. Клянусь Богом и призываю его! Все святые, подайте помощь! Мы пришли сюда для священной войны, тяжело стало мусульманам. Неверные объявились здесь. Мусульманам окажите помощь! Да будут мусульмане свободны, да будет благоденствовать вера мусульманская! Я молился Богу. Много мусульман унизилось перед чужеверцами, но разве окончательно помещено исламом? Пусть огорчение уйдет из нашего сердца. Перед иноверцами увы унизилась наша Ташкентская земля!Речь Алимкула в одной из последних своих битв
Воодушевлённые победой, войска и ополчение Алымкула напали на сам лагерь. Имея перевес в силах, полководец рассчитывал окружить противника, но переоценил численность людей под своим командованием, и охват создать не удалось. Вновь завязалась интенсивная артиллерийская перестрелка, перешедшая в рукопашный бой. Здесь обнаружил себя невысокий моральный дух «борцов за веру»: они массово обратились в бегство. Алымкул, пытавшийся организовать отпор атаке российской конницы, получил тяжелое ранение в живот. Полководец отпустил оставшихся на поле битвы газиев, делая ставку на регулярное войско и одновременно стягивая вместе всю артиллерию (36 орудий). Согласно некоторым данным, кокандцам удалось начать контратаку, но так или иначе сражение окончилось их отступлением. Лишь небольшая часть разгромленного войска вернулась в Ташкент; командующего несли на руках. Рана Алымкула оказалась смертельной, и 10 мая 1865 года он скончался.
Не говорите обо мне: "ах, он умер". Из-за меня не удручайтесь печалью! Пока головы наши не разлучатся с телом, сражайтесь с неверными, веры из рук не выпускайте. Кипчаки, киргизы, держитесь вместе! Если неверные возьмут Ташкент, то как раз и ваш час настанет. Не разглашайте, что я умер, не радуйте этим врагов. Словами о моей смерти не расстраивайте моего города. Как только неверные возьмут Ташкент, вы не будете иметь покоя дома. И вот причина, почему вы не будете иметь покоя: станут брать с вас почтовые деньги, возьмут гильдейские пошлины, будут взимать внутренние повинности, на содержание нарочных и ямщиков. Как возьмут неверные эту страну, случится вот что: осёл обгонит боевого коня, воробей превзойдёт сокола, зайка забьёт краснобая, истинные герои станут позади тех, которые расслабленными лежат в постели, сартская чернь опередит благочестивых ишанов.Слова Алимкула перед смертью

## В литературе
В честь Алимкула было посвящено несколько кокандских хроник, такие как:
- Мир’ат ал-футух (Зеркало побед) — Тора-ходжа Андижани. Было написано в 1864/1865 годах на фарси представителем ферганского духовенства и посвящено Алимкулу. Отношение автора Мир’ат ал-футух к кочевникам и их предводителям подчёркнуто уважительное.
- Амир-и лашкар джанг-намаси (Книга войны амир-и лашкара) — Бек-Назар. Небольшая поэма на тюрки, появившаяся после гибели Алимкула в 1878 году.
- Алимкул джанг-намаси ва гариб-нама (Книга войны Алимкула и книга изгнанника) — Мулла Хал-бек. Составлена в конце 1870-х гг. в оренбургской ссылке, куда автор попал за участие в антирусской деятельности.
- Киргизский рассказ о русских завоеваниях в Туркестанском крае — Мулла Хали-бай Мамбетов. В 1885 году по просьбе Н. И. Веселовского приташкентский казах из рода шанышкылы составил на казахском языке поэму о событиях на юге Казахстана с 1853 (взятие русскими Ак-Мечети) по 1865 (падение Ташкента).
- Записка — Мулла Юнус. Её содержание было опубликовано в 1888 году в Ташкенте. Записка начинается с истории завоевания Ташкента кокандскими правителями, рисует карьеру Алимкула и более подробно останавливается на событиях именно 1862—1865 годов.
- Та’рих-и Аликули амир-и лашкар (История главнокомандующего Аликули) — Мулла Мухаммад-Йунус Джан шигавул датка Ташканди. Самое значительное сочинение о жизни Алимкула. Сочинение написано около 1903 года, вероятно, в Андижанском уезде Ферганской области. Текст, аккуратно записанный в тетради фабричного производства представляет собой прекрасно изложенное прозой жизнеописание Алимкула. Автор был на службе у Алимкула, после смерти своего патрона будущий биограф Алимкула перебрался в Кашгарию. В жизнеописании повествуется о происхождении Алимкула и его военной и политической карьере. Даётся обстоятельный рассказ о событиях в ханстве 1852—1865 (с мастерским описанием различных военных кампаний).

### Комментарии
1. ↑  Канал Дархан проходил немного западнее Салара и практически параллельно ему.

### Книги
- Timur Beisembiev. «The Life of Alimqul: A Native Chronicle of Nineteenth Century Central Asia». Published 2003, Routledge (UK). 280 pages. ISBN 0-7007-1114-7 (англ.)
- Бейсембиев Т. К. Кокандская историография. Исследование по источниковедению Средней Азии XVIII-XIX веков. — Алматы: TOO «Print-S», 2009. — 1263 с. — ISBN 9965-482-84-5.
- Набиев Р.Н. Из истории Кокандского ханства (феодальное хозяйство Худояр-хана). — Ташкент: Изд-во ФАН Узбекской ССР, 1973. — 387 с.
- Наливкин В. Краткая история Кокандского ханства. — Казань, 1886. — 215 с.
- Б.М. Бабаджанов. Кокандское ханство: власть, политика, религия. — Токио, Ташкент, 2010. — 744 с.
- Sergey Abashin. Веселовский Н. Киргизский рассказ о русских завоеваниях в Туркестанском крае. Текст, перевод и приложения. СПб, 1894.
- Плоских В.М. Киргизы и Кокандское ханство / Н.А. Халфин. — Фрунзе: Илим, 1977. — 391 с.
- Бейсембиев Т. К. Тарих-и Шахрухи как исторический источник. — Алматы: Наука Казахской ССР, 1987. — 200 с.

### Энциклопедии
- Алимкул // Казахстан. Национальная энциклопедия. — Алматы: Қазақ энциклопедиясы, 2004. — Т. I. — ISBN 9965-9389-9-7. (CC BY-SA 3.0)

### Сайты
- Первый бросок на Юг (Автор: А. А. Михайлов) » Mirageswar.com – военно-исторические журналы, моделизм и миниатюра. mirageswar.com. Дата обращения: 8 июня 2024.
- akipress. Еще раз об Алымкуле Лашкер башы... http://kghistory.akipress.org. Дата обращения: 30 октября 2023. Архивировано 4 июня 2023 года.